# Cilleros de la Bastida
Cilleros de la Bastida és un municipi de la província de Salamanca a la comunitat autònoma de Castella i Lleó.

## Demografia
| 1991 | 1996 | 2001 | 2004 |
| ---- | ---- | ---- | ---- |
| 67   | 47   | 40   | 37   |

## Personatges il·lustres
- Agustín Sánchez Vidal, assagista, guionista i novel·lista.